# Medio extraíble

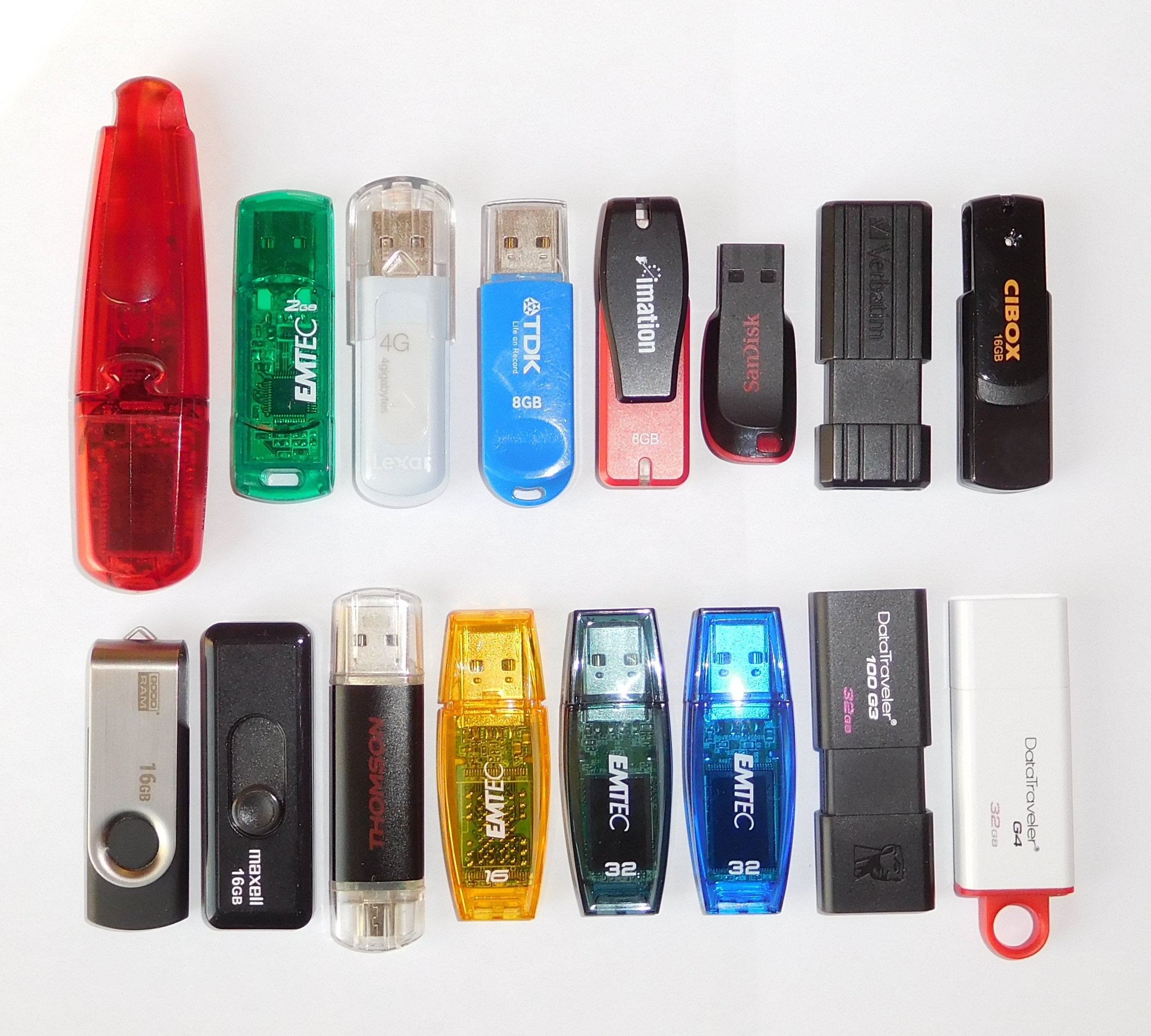
Fotografía de un grupo de memorias USB, un tipo de medio extraíble

En el campo del almacenamiento de datos, los medios extraíbles son aquellos soportes de almacenamiento diseñados para ser extraídos de la computadora sin tener que apagarla.
Ciertos tipos de medios extraíbles están diseñados para ser leídos por lectoras y unidades también extraíbles. Algunos ejemplos de estos medios son:
- Disco óptico|Discos ópticos (Disco compacto|CD, DVD, Blu-ray).
- Disquetes, discos Zip.
- Cintas magnéticas.
- Tarjeta perforada, cinta perforada.

Algunos lectores y unidades de medios extraíbles están integrados en las computadoras; otros son extraíbles en sí.
El término medio extraíble también puede hacer referencia a algunos dispositivos (y no medios) de almacenamiento extraíbles, cuando éstos son usados para transportar o almacenar datos. Por ejemplo:
- Memorias USB.
- Discos duros externos.
- Tarjeta de memoria.

- Datos: Q37768